# Maria Cebotari
Maria Cebotari (Chișinău, 10 febbraio 1910 – Vienna, 9 giugno 1949) è stata un soprano moldavo.
Il suo nome russificato era Мария Чеботарь, quello moldavo, era Ciubotaru. Alla sua nascita Chişinău era il capoluogo della Bessarabia nell'Impero russo, città rumena dopo la prima guerra mondiale e quindi dal 1940 divenne capoluogo della Repubblica Socialista Sovietica di Moldavia (RSS Moldava), parte dell'URSS, attuale Repubblica di Moldavia. Maria Cebotari studiò come soprano presso il Conservatorio della sua città natale. Cantò per molti anni in Germania e Austria.

## Biografia
Nel 1929 lavora come attrice nel Teatro d'arte di Mosca.
Il debutto come cantante avvenne nel 1931 al Semperoper di Dresda (Germania) nel ruolo di Mimì ne La Bohème di Giacomo Puccini.
Ancora nello stesso anno debutta al Festival di Salisburgo diretta da Bruno Walter come primo Knabe in Die Zauberflöte ed Eros in Orfeo ed Euridice (Gluck), nel 1932 prima Meermädchen in Oberon (opera) e canta nella prima assoluta di Mister Wu di Eugen d'Albert con Viorica Ursuleac e nel 1933 Euridice in Orfeo ed Euridice.
Ancora a Dresda nel 1935 è Aminta nella prima assoluta di Die schweigsame Frau diretta da Karl Böhm.
Nel 1936 arriva al Staatsoper Unter den Linden di Berlino come prima donna fino al 1946.
Sempre nel 1936 ci fu l'esordio al Wiener Staatsoper come Eurydike in Orfeo ed Euridice diretta da Walter con Kerstin Thorborg, dove diventò celebre interpretando soprattutto le partiture di soprano lirico nelle opere di Wolfgang Amadeus Mozart e di Richard Strauss; nel 1940 Gilda in Rigoletto e Sophie in Der Rosenkavalier diretta da Hans Knappertsbusch con Anton Dermota, nel 1941 Daphne (opera), nel 1942 Konstanze in Die Entführung aus dem Serail diretta da Karl Böhm con Elisabeth Schwarzkopf, nel 1944 Die Gräfin in Capriccio (Strauss) con Erich Kunz ed Alda Noni diretta da Böhm, nel 1947 Salomè (opera), la Contessa Almaviva ne Le nozze di Figaro con Sena Jurinac, Donna Anna in Don Giovanni (opera) nella trasferta al Théâtre des Champs-Élysées con Hilde Güden diretta da Josef Krips, Cio-Cio-San in Madama Butterfly, Primadonna/Ariadne in Ariadne auf Naxos con Wilma Lipp e Lucile in Dantons Tod di Gottfried von Einem diretta da Ferenc Fricsay, nel 1948 Antonia/Stella in Les contes d'Hoffmann con Wilma Lipp, Pamina in Die Zauberflöte, Susanna ne Le nozze di Figaro, Frau Fluth in Die lustigen Weiber von Windsor e Turandot e nel 1949 Laura in Der Bettelstudent di Karl Millöcker diretta da Anton Paulik fino al 31 marzo.
Al Teatro La Fenice di Venezia nel 1941 è Costanza in Die Entführung aus dem Serail.
Ancora Festival di Salisburgo nel 1945 è Konstanze in Die Entführung aus dem Serail con Julius Patzak e tiene un recital, nel 1946 La Contessa di Almaviva ne Le nozze di Figaro con i Wiener Philharmoniker, nel 1947 Lucile in Dantons Tod e nel 1948 Euridice in Orfeo ed Euridice diretta da Herbert von Karajan, Isot in Le Vin Herbé di Frank Martin, canta nella Messa n. 3 in fa minore di Anton Bruckner, la Messa in do maggiore (Beethoven) ed Exsultate, jubilate.
Dal 1938 al 1948 è stata la moglie di Gustav Diessl.
La salute malferma le impedì di portare avanti la carriera di cantante. Morì di cancro alla cistifellea il 9 giugno 1949 a Vienna.

## Filmografia

Con Rina Morelli nel film Maria Malibran di Guido Brignone (1943)

- Troika, regia di Vladimir Striževskij (1930)
- Canto d'amore, regia di Victor Janson (1936)
- Mutterlied, regia di Carmine Gallone (1937)
- Solo per te, regia di Carmine Gallone (1938)
- Giuseppe Verdi, regia di Carmine Gallone (1938)
- Il sogno di Butterfly, regia di Carmine Gallone (1939)
- L'allegro cantante, regia di Carmine Gallone (1939)
- Amami Alfredo, regia di Carmine Gallone (1940)
- Odessa in fiamme, regia di Carmine Gallone (1942)
- Maria Malibran, regia di Guido Brignone (1943)

## Doppiatrici italiane
- Andreina Pagnani in Solo per te
- Clelia Bernacchi in Giuseppe Verdi
- Lydia Simoneschi in Odessa in fiamme

## Repertorio
| Repertorio operistico       |                                 |                  |
| Ruolo                       | Titolo                          | Autore           |
| Carmen Micaëla              | Carmen                          | Bizet            |
| Tat'jana                    | Evgenij Onegin                  | Čajkovskij       |
| Lucile                      | Dantons Tod                     | Einem            |
| Maddalena di Coigny         | Andrea Chénier                  | Giordano         |
| Amor Euridice               | Orfeo ed Euridice               | Gluck            |
| Konstanze                   | Die Entführung aus dem Serail   | Mozart           |
| Contessa d'Almaviva Susanna | Le nozze di Figaro              | Mozart           |
| Donna Anna Zerlina          | Don Giovanni                    | Mozart           |
| Despina                     | Così fan tutte                  | Mozart           |
| Pamina                      | Die Zauberflöte                 | Mozart           |
| Frau Fluth                  | Die lustigen Weiber von Windsor | Nicolai          |
| Antonia Giulietta Stella    | Les contes d'Hoffmann           | Offenbach        |
| Mimì                        | La bohème                       | Puccini          |
| Floria Tosca                | Tosca                           | Puccini          |
| Cio-Cio-San                 | Madama Butterfly                | Puccini          |
| Turandot                    | Turandot                        | Puccini          |
| Mařenka                     | Prodaná nevěsta                 | Smetana          |
| Saffi                       | Der Zigeunerbaron               | Strauss, Johann  |
| Salomè                      | Salomè                          | Strauss, Richard |
| Sophie von Faninal          | Der Rosenkavalier               | Strauss, Richard |
| Ariadne/Primadonna          | Ariadne auf Naxos               | Strauss, Richard |
| Die Gräfin                  | Capriccio                       | Strauss, Richard |
| Aminta                      | Die schweigsame Frau            | Strauss, Richard |
| Daphne                      | Daphne                          | Strauss, Richard |
| Luisa Miller                | Luisa Miller                    | Verdi            |
| Gilda                       | Rigoletto                       | Verdi            |
| Violetta Valéry             | La traviata                     | Verdi            |

## Discografia parziale

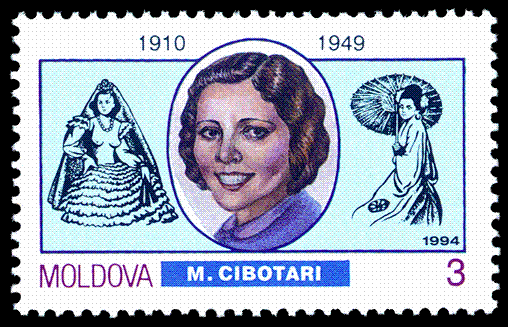

- Maria Cebotari Singt Richard Strauss, 1999 Preiser
- Maria Cebotari - Große Sänger Der Vergangenheit, Berliner Rundfunk-Sinfonieorchester/Maria Cebotari - 1970 VEB Deutsche Schallplatten Berlin
- Mahler: Symphony No. 2 Resurrection - Bloch: Evoçation Suite, Maria Cebotari/Rosette Anday, 2002 Disques Dom
- The Art of Maria Cebotari, 2002 Preiser
- Maria Cebotari: Soprano, 2013 Global Village